# Стежару (Бакау)
Стежару (рум. Stejaru) насеље је у Румунији у округу Бакау у општини Скорцени. Oпштина се налази на надморској висини од 247 m.

## Становништво
Према подацима из 2002. године у насељу је живело 100 становника, од којих су сви румунске националности.